# 四つ葉のクローバー (槇原敬之の曲)
「四つ葉のクローバー」（よつばのクローバー）は、槇原敬之の43枚目のシングル。2012年10月24日発売。発売元はBuppuレーベル。

## 概要
Buppuレーベル第3弾シングル。「恋する心達のために」以来半年ぶり。表題曲は関西テレビ制作・フジテレビ系列火曜22時台ドラマ『ゴーイング マイ ホーム』の主題歌。槇原が手掛ける地上波ドラマ主題歌は2007年放送『牛に願いを Love&Farm』「GREEN DAYS」以来5年ぶり。本作は前述のドラマの主題歌にと、6月頃に槇原に依頼。当時槇原はテレビ番組の収録でアイルランドに行っており、アイリッシュをフィーチャーしたケルト風に仕上げている。ジャケットは紙ジャケット仕様。ジャケット右下にクローバーを模して中に入っている緑色のCDが見えるようになっている。同年12月19日発売アルバム『Dawn Over the Clover Field』には表題曲、C/W曲ともアルバムヴァージョンで収録。MV制作・音楽著作権はメディアプルポ。

## 収録曲
作詞・作曲・編曲：槇原敬之
1. 四つ葉のクローバー
2. ゼイタク
3. 四つ葉のクローバー（Backing Track）
4. ゼイタク(Backing Track)